# Shota Kimura
Shota Kimura (født 17. oktober 1988) er en japansk tidligere professionel fodboldspiller.
Han har spillet for flere forskellige klubber i sin karriere, herunder Ventforet Kofu, Matsumoto Yamaga FC, Kataller Toyama og Grulla Morioka.